# Orestia apennina
Orestia apennina là một loài bọ cánh cứng trong họ Chrysomelidae. Loài này được Weise miêu tả khoa học năm 1886.